# Превентивна контрреволюція
Превентивна контрреволюція — термін з царини політичної науки, що означає мобілізацію народних мас правлячим класом (буржуазією) з метою запобігання соціальній революції. Превентивна контрреволюція є реакцією на революційний підйом і зазвичай набуває форми фашистського режиму або військової диктатури, спрямованих на створення у суспільстві умов, що унеможливлюють постання самостійного політичного руху робітників або селян. «Превентивною» контрреволюцію називають тому, що вона переходить у наступ до того, як вибухає сама революція, — в цьому її відмінність від «клясичної» контрреволюції.
Вперше цей термін вжив італійський анархіст Луїджі Фаббрі (1877–1935) у нарисі «Превентивна контрреволюція. Роздуми над фашизмом» (1922). Пізніше німецько-американський мислитель Герберт Маркузе (1898–1979) писав про превентивну контрреволюцію як про стан безперервної мобілізації капіталістичного суспільства проти потенційної соціальної революції: «Контрреволюція … у західному світі є геть превентивною. Тут давно не було революції, що їй треба було б протистояти, і жодної революції не передбачається. І все одно страх перед революцією, що породжує спільний інтерес, з'єднує різні стадії та форми контрреволюції. В її розпорядженні широкий діапазон — від парламентської демократії до поліцейської держави й відвертої диктатури».